# Canton de Bagnolet
Pour les articles homonymes, voir Bagnolet (homonymie).
Le canton de Bagnolet est une circonscription électorale française située dans le département de la Seine-Saint-Denis et la région Île-de-France.
À la suite du redécoupage cantonal de 2014, les limites territoriales du canton sont remaniées, et le nombre de communes du canton passe de une à trois.

## Histoire

### De 1860 à 1925
Bagnolet faisait partie du canton de Pantin, qui regroupait Pantin, Le Pré-Saint-Gervais, Les Lilas et Bagnolet.
| Période                     | Période                         | Identité                                           | Étiquette                            | Qualité |
| --------------------------- | ------------------------------- | -------------------------------------------------- | ------------------------------------ | --- |
| 1860                        | 1871                            | Samuel Victor Houdart (1811-1879)[réf. nécessaire] |                                      | Cultivateur, maire de Drancy (1843-1878), dans le Canton de Pantin Conseiller nommé par l'Empereur Napoléon III                           |
| 1871                        | 1875                            | Samuel-Victor Houdart (1811-1879)                  |                                      | Propriétaire rue de Bruxelles à Paris, maire de Drancy (1843-1878) Elu à partir de 1871                                                   |
| 1875[réf. nécessaire]       | 1887                            | Edouard Jacquet (1822-?)                           | Républicain modéré                   | Industriel (fabricant de maroquinerie) Maire des Lilas (1871-1874)                                                                        |
| 1887                        | 1893 (décès)                    | François-Anselme Péan (1830-1893)                  | Rad.                                 | Fabricant de caoutchouc Maire des Lilas (1882-1887), conseiller d'arrondissement Président du Conseil général (1891-1892)                 |
| 1893                        | 1917 (décès)                    | Jules Jacquemin (1863-1917)                        | POSR puis SFIO                       | Employé de commerce, Pantin |
| 1917                        | 1919                            | siège vacant                                       |                                      | |
| 1919                        | 1929                            | Louis Marsais                                      | SFIO puis PC-SFIC puis PSC puis SFIO | Ouvrier tapissier Maire adjoint de Pantin Député (1928-1936)                                                                              |
| 1929                        | 1935                            | Louis Collaveri (1878-1963)                        | SFIO                                 | Journalier puis employé d'octroi Conseiller municipal de Pantin (1925-1935)                                                               |
| 1935                        | 1938 (décès)                    | Charles Auray                                      | PSdF                                 | Comptable, puis permanent du GODF Maire de Pantin (1919-1938), ancien conseiller d'arrondissement Député (1924-1927) Sénateur (1927-1938) |
| 1938                        | 1940 (déchu le 23 février 1940) | Marcel Lambry (1907-1996)                          | PC-SFIC (démissionnaire en 1939)     | Représentant de commerce Conseiller municipal de Pantin                                                                                   |
|                             |                                 |                                                    |                                      | |
| 1941 (nommé par décret)     | 1944                            | Henri Labeyrie (1875-1956)                         | ex-SFIO puis PSdF                    | Ancien chef d'atelier retraité des Manufactures de tabac de l'Etat Maire de Pantin (1938-1944)                                            |
|                             |                                 |                                                    |                                      | |
| 1945 Décret du 12 mars 1945 | 1945                            | Paul Coudert (1892-1985)                           | PCF                                  | Maire de Bagnolet (1928-1940, 1944-1959) Élu en 1935 du canton de Bagnolet                                                                |

### De 1925 à 1945
Bagnolet faisait partie de la 3ème section du canton de Pantin.
| Période                 | Période                          | Identité                       | Étiquette        | Qualité |
| ----------------------- | -------------------------------- | ------------------------------ | ---------------- | --- |
| 1925                    | 1929                             | Jules Sabatier (1862-1933)     | Soc.ind.         | Artisan peintre puis employé communal à Paris Maire de Bagnolet (1920-1927)                                                                |
| 1929                    | 1935                             | Paul Coudert (1892-1985)       | PC-SFIC          | Ouvrier sculpteur sur bois Maire de Bagnolet (1928-1940)                                                                                   |
| 1935                    | 1936 (démission)                 | Marcel Gitton                  | PC-SFIC puis DVG | Ouvrier du bâtiment Député (1936-1940) |
| 1936                    | 1940 (déchu le 1er février 1940) | Paul Coudert                   | PC-SFIC          | Ouvrier sculpteur sur bois Maire de Bagnolet (1928-1940)                                                                                   |
|                         |                                  |                                |                  | |
| 1941 (nommé par décret) | 1944                             | Georges Deguingand (1898-1981) |                  | Employé technique principal Secrétaire du Syndicat des techniciens de la Région Parisienne Ancien adjoint au maire de Bagnolet (1928-1935) |

### Conseillers d'arrondissement du canton de Pantin (1860 à 1925)
Le canton de Pantin avait deux conseillers d'arrondissement de 1860 à 1899.
| Période                                  | Période           | Identité                          | Étiquette                               | Qualité |
| ---------------------------------------- | ----------------- | --------------------------------- | --------------------------------------- | --- |
| 1860                                     | 1871              | Charles Étienne Courtois          |                                         | Négociant, maire de Pantin (1859-1870)                                                                         |
| 1860                                     | 1871              | A. Chevallier                     |                                         | Professeur à l'Ecole supérieure de pharmacie, Paris                                                            |
| 1871                                     | 1877              | Simon Clovis Delizy (1827-1893)   |                                         | Maire de Pantin (1870-1875), cultivateur et distillateur                                                       |
| 1871                                     | 1877              | Philéas Collardeau de Haume       |                                         | Juriste, propriétaire à Bondy et à Paris                                                                       |
| 1877                                     | 1886              | François-Anselme Péan (1830-1893) | Républicain radical                     | Maire des Lilas (1882-1887), fabricant de caoutchouc                                                           |
| 1877                                     | 1886              | Eugène Jean-Baptiste Varenne      |                                         | Maire de Pantin (1876-1881)                                                                                    |
| 1886                                     | 1893              | Henri-Eugène Blot                 | POSR                                    | Parfumeur, conseiller municipal du Pré-Saint-Gervais                                                           |
| 1886                                     | 1899              | Thésée-Paul-Émile Pouillet        | Républicain radical                     | Docteur-médecin à Noisy-le-Sec, Président du Conseil d'arrondissement Elu maire de Champigny-sur-Marne en 1905 |
| 1893                                     | 1899              | Émile Kugler                      | POSR                                    | Mécanicien aux Lilas                                                                                           |
| 1899                                     | 1911              | Henri Noël                        | POSR                                    | Ouvrier mouleur, conseiller municipal de Pantin (1892-1904)                                                    |
| 1911                                     | 1923              | Charles Auray                     | SFIO puis PC-SFIC (1920-1922) puis SFIO | Comptable puis permanent du GODF, maire de Pantin (1919-1938), député (1924-1927)                              |
| 1923                                     | 1923 (annulation) | André Marty                       | soutien PC-SFIC et SFIO                 | Mutin de la Mer Noire                                                                                          |
|                                          |                   |                                   |                                         | Les conseils d'arrondissement de la Seine ont été supprimés par la loi du 29 mai 1925.                         |
| Les données manquantes sont à compléter. |                   |                                   |                                         | |

- De 1945 à 1959, Bagnolet faisait partie du secteur Saint-Denis-Est.

Après la Libération, Paul Coudert (1892-1985), maire de Bagnolet, siégea au Conseil général de la Seine de 1945 à 1967.
- De 1959 à 1967, Bagnolet constituait avec Les Lilas le 27è secteur de la Seine.

| Période                             | Période | Identité                 | Étiquette | Qualité                                          |
| ----------------------------------- | ------- | ------------------------ | --------- | ------------------------------------------------ |
| 1959 27e secteur Bagnolet-Les Lilas | 1967    | Paul Coudert (1892-1985) | PCF       | Ancien maire de Bagnolet (1928-1940 ; 1944-1959) |

- Le canton de Bagnolet a été créée par le décret du 20 juillet 1967, lors de la constitution du département de la Seine-Saint-Denis. Il ne comprenait que la commune de Bagnolet[5].

- Un nouveau découpage territorial de la Seine-Saint-Denis est entré en vigueur à l'occasion des premières élections départementales suivant le décret du 21 février 2014[6]. Les conseillers départementaux sont, à compter de ces élections, élus au scrutin majoritaire binominal mixte. Les électeurs de chaque canton élisent au Conseil départemental, nouvelle appellation du Conseil général, deux membres de sexe différent, qui se présentent en binôme de candidats. Les conseillers départementaux sont élus pour 6 ans au scrutin binominal majoritaire à deux tours, l'accès au second tour nécessitant 12,5 % des inscrits au 1er tour. En outre, la totalité des conseillers départementaux est renouvelée. Ce nouveau mode de scrutin nécessite un redécoupage des cantons dont le nombre est divisé par deux avec arrondi à l'unité impaire supérieure si ce nombre n'est pas entier impair, assorti de conditions de seuils minimaux[7]. En Seine-Saint-Denis, le nombre de cantons passe ainsi de 40 à 21.

Le nouveau canton de Bagnolet regroupe donc, à partir des élections départementales de mars 2015, les communes de Bagnolet, de Romainville et des Lilas.
Les anciens cantons des Lilas (dont le dernier conseiller général était Daniel Guiraud [PS], maire des Lilas) et de Romainville (dont la dernière conseillère générale était Corinne Valls [app. PS], maire de Romainville) disparaissent.

## Représentation

### Représentation avant 2015
| Période | Période | Identité            | Étiquette | Qualité |
| ------- | ------- | ------------------- | --------- | --- |
| 1967    | 1970    | Jacqueline Chonavel | PCF       | Sténodactylo Maire de Bagnolet (1959 → 1986) Députée de la Seine puis de la Seine-Saint-Denis (1968 → 1981)                                    |
| 1970    | 2001    | Daniel Mongeau      | PCF       | Instituteur Maire de Bagnolet (1986 → 2001) Vice-président du conseil général                                                                  |
| 2001    | 2015    | Josiane Bernard     | PCF       | Employée du secteur privé Adjointe au maire de Bagnolet (2001 → 2014) puis conseillère municipale (2014 → ) Vice-présidente du conseil général |

### Représentation depuis 2015
| Période élective | Période élective | Mandat | Mandat   | Identité        | Nuance | Nuance | Qualité |
| ---------------- | ---------------- | ------ | -------- | --------------- | ------ | ------ | --- |
| 2015             | 2021             | 2015   | 2021     | Daniel Guiraud  |        | PS     | Ancien attaché parlementaire Maire des Lilas (2001 → 2020) Conseiller général du canton des Lilas (2004 → 2015) Vice-président du conseil général (2012 → 2015) Vice-président du conseil départemental (2015 → )                     |
| 2015             | 2021             | 2015   | 2021     | Corinne Valls   |        | DVG    | Ancienne directrice de cabinet Maire de Romainville (1998 → 2020) Conseillère générale du canton de Romainville (2004 → 2015) Vice-présidente du conseil général (2008 → 2015) Vice-présidente du conseil départemental (2015 → 2021) |
| 2021             | 2028             | 2021   | en cours | Élodie Girardet |        | DVG    | Directrice du CIO de Noisy-le-Sec Adjointe au maire de Romainville |
| 2021             | 2028             | 2021   | en cours | Daniel Guiraud  |        | PS     | Ancien maire des Lilas (2001 → 2020) 1er vice-président du conseil départemental (2015 → ) |

Elodie Girardet est membre du Groupe le pôle écologiste de Seine-Saint-Denis.

### Résultats détaillés

#### Élections de mars 2015
À l'issue du 1er tour des élections départementales de 2015, deux binômes sont en ballottage : Daniel Guiraud et Corinne Valls (Union de la Gauche, 46,26 %) et Sofia Dauvergne et Laurent Jamet (FG, 21,26 %). Le taux de participation est de 37,34 % (17 105 votants sur 45 807 inscrits) contre 36,83 % au niveau départemental et 50,17 % au niveau national.
Au second tour, Daniel Guiraud et Corinne Valls (Union de la Gauche), seul en lice en raison du désistement de Sofia Dauvergne et Lurent Jamet, sont élus avec 100 % des suffrages exprimés et un taux de participation de 26,96 % (8 863 voix pour 12 351 votants et 45 808 inscrits).

#### Élections de juin 2021
Le premier tour des élections départementales de 2021 est marqué par un très faible taux de participation (33,26 % au niveau national). Dans le canton de Bagnolet, ce taux de participation est de 27,29 % (13 181 votants sur 48 304 inscrits) contre 24,35 % au niveau départemental. À l'issue de ce premier tour, deux binômes sont en ballottage : Élodie Girardet et Daniel Guiraud (Union à gauche avec des écologistes, 6025 voix ,soit 51 %) et Raquel Garrido et Tony Laïdi (Union à gauche, 3021 voix, soit 25,57 %).
Le second tour des élections est marqué une nouvelle fois par une abstention massive équivalente au premier tour. Les taux de participation sont de 34,36 % au niveau national, 26,47 % dans le département et 28,44 % dans le canton de Bagnolet. Elodie Girardet et Daniel Guiraud (Union à gauche avec des écologistes) sont élus avec 100 % des suffrages exprimés (10 334 voix pour 13 740 votants et 48 320 inscrits),,.
Le binôme Garrido et Laïdi ne dépose pas sa candidature pour le second tour. Le PCF indiquant « se désister pour les candidats arrivés en tête de la gauche » et appeler à l’union de la gauche face à la droite pour les régionales et départementales.
Le second tour connait une légère hausse de la participation avec 13 740 votants (28,44 %). Le seul binôme en lice Élodie Girardet et Daniel Guiraud (Union à gauche avec des écologistes) recueille 10 334 voix (100 % des exprimés).

## Composition

### Composition avant 2015
Le canton créé par le décret de 1967 comprenait uniquement la commune de Bagnolet, dans sa totalité.
| Nom                  | Code Insee | Codepostal | Superficie (km2) | Population (dernière pop. légale) | Densité (hab./km2) |
| -------------------- | ---------- | ---------- | ---------------- | --------------------------------- | ------------------ |
| Bagnolet (chef-lieu) | 93006      | 93170      | 2,57             | 34 920 (2012)                     | 13 588             |

### Composition depuis 2015
Le canton de Bagnolet comprend désormais trois communes entières.
| Nom                              | Code Insee | Intercommunalité         | Superficie (km2) | Population (dernière pop. légale) | Densité (hab./km2) | Modifier                                    |
| -------------------------------- | ---------- | ------------------------ | ---------------- | --------------------------------- | ------------------ | ------------------------------------------- |
| Bagnolet (bureau centralisateur) | 93006      | Métropole du Grand Paris | 2,57             | 41 776 (2022)                     | 16 255             | modifier les données · modifier les données |
| Les Lilas                        | 93045      | Métropole du Grand Paris | 1,26             | 23 262 (2022)                     | 18 462             | modifier les données · modifier les données |
| Romainville                      | 93063      | Métropole du Grand Paris | 3,44             | 35 314 (2022)                     | 10 266             | modifier les données · modifier les données |
| Canton de Bagnolet               | 9303       |                          | 7,27             | 100 352 (2022)                    | 13 804             | modifier les données                        |

## Démographie

### Démographie avant 2015
| 1968   | 1975   | 1982   | 1990   | 1999   | 2006   | 2011   | 2012   |
| ------ | ------ | ------ | ------ | ------ | ------ | ------ | ------ |
| 34 054 | 35 906 | 32 557 | 32 600 | 32 511 | 34 069 | 34 513 | 34 920 |

### Démographie depuis 2015
En 2022, le canton comptait 100 352 habitants, en évolution de +17,55 % par rapport à 2016 (Seine-Saint-Denis : +4,67 %, France hors Mayotte : +2,11 %).
| 2013   | 2018   | 2022    |
| ------ | ------ | ------- |
| 84 460 | 87 380 | 100 352 |